# Монтепулчано (Анкона)
Монтепулчано је насеље у Италији у округу Анкона, региону Марке.
Према процени из 2011. у насељу је живело 74 становника. Насеље се налази на надморској висини од 224 м.